# Controvérsia sobre a assistência da CIA a Al-Qaeda
Existem alegações de que o governo dos Estados Unidos e, em especial a Agência Central de Inteligência (CIA), são responsáveis por permitir a criação dos "árabes afegãos", e em particular a al-Qaeda de Osama bin Laden.

## Histórico
Em meados de 1979, o mesmo tempo que ocorria a "implantação soviética" no Afeganistão, os Estados Unidos começaram a dar várias centenas de milhões de dólares por ano em ajuda aos insurgentes afegãos, os mujahideen afegãos que combatiam o governo marxista e o Exército soviético na Operação Ciclone. Junto com os mujahideen afegãos nativos vieram voluntários muçulmanos de outros países, popularmente conhecidos como "árabes afegãos". O mais famoso dos árabes afegãos foi Osama bin Laden, conhecido na época como um saudita milionário que doou o seu próprio dinheiro e ajudou milhões de outros árabes ricos do Golfo.
Enquanto a guerra se aproximava do fim, Bin Laden organizou a al-Qaeda para levar a jihad armada em outros locais, principalmente contra os Estados Unidos - o país que ajudou a financiar os mujahideens contra os soviéticos.

## Alegações
Em um artigo da BBC de 2004, intitulado "Al-Qaeda's origins and links", a BBC escreveu:

Durante a jihad anti-soviética, Bin Laden e seus combatentes receberam financiamento americano e saudita. Alguns analistas acreditam que o próprio Bin Laden teve treinamento de segurança da CIA.

Robin Cook, Ministro das Relações Exteriores do Reino Unido de 1997-2001, que acreditava que a CIA havia fornecido armas aos mujahideens árabes, incluindo Osama bin Laden, escreveu: "Bin Laden foi, porém, produto de um erro de cálculo monumental por agências de segurança ocidentais. Ao longo os anos 80 ele foi armado pela CIA e financiado pelos sauditas para a jihad contra a ocupação russa do Afeganistão". Sua fonte para isso não é clara.
Em conversa com o ex-Secretário de Defesa britânico Michael Portillo, a duas vezes primeira-ministra do Paquistão, Benazir Bhutto, disse que Osama bin Laden era inicialmente pró-americano. O príncipe Bandar bin Sultan da Arábia Saudita, também declarou que bin Laden uma vez agradeceu a ajuda dos Estados Unidos no Afeganistão, no programa de Larry King, da CNN.
O ex-tradutor do FBI e denunciante Sibel Edmonds, entrevistado por Brad Friedman no The Mike Malloy Show em Junho de 2009, declarou: "Tenho informações sobre as coisas que o nosso governo tem mentido para nós sobre isso. Eu sei. Por exemplo, para afirmar que, desde a queda da União Soviética, nós cessamos todo o nosso íntimo relacionamento com Bin Laden e o Talibã - essas coisas podem ser provadas como mentiras, muito facilmente, com base na informação classificada no meu caso, porque temos efetuado relação muito íntima com essas pessoas, e que envolve a Ásia Central, todo o caminho até o 11 de Setembro." Sibel Edmonds, que foi demitido da agência pela divulgação de informações sensíveis, afirmou que os Estados Unidos estavam em termos íntimos com o Talibã e a Al-Qaeda, usando-os para novas metas determinadas na Ásia Central.
Alguns afirmam que os ataques da Al-Qaeda aos EUA são um "blowback", ou uma consequência imprevista da ajuda americana para os mujahideen. Em resposta, o governo norte-americano, os agentes de inteligência americanos e paquistaneses envolvidos na operação, e pelo menos um jornalista (Peter Bergen) negaram esta teoria. Eles afirmam que o auxílio foi concedido pelo governo do Paquistão, que passou a mujahideens afegãos e não a estrangeiros, e que não houve contato entre os "árabes afegãos" (mujahideens estrangeiros) e a CIA ou outros oficiais norte-americanos, e que muito menos armaram, treinaram ou doutrinaram os "árabes afegãos". Os Estados Unidos alegam que todos os fundos foram para os nativos rebeldes afegãos e negam que os fundos seriam usados para abastecer Osama bin Laden ou mujahideens estrangeiros. Estima-se que 35 mil muçulmanos estrangeiros de 43 países participaram na guerra.
Embora não haja nenhuma evidência de que a CIA apoiou diretamente os talibãs ou a Al Qaeda, alguma base de apoio militar do Taliban foi fornecida quando, no início de 1980, a CIA e o ISI (serviço de inteligência do Paquistão) forneceu armamentos para os afegãos resistirem à invasão soviética do Afeganistão; o ISI ajudou no processo de recolha de muçulmanos radicais de todo o mundo para lutar contra os soviéticos. Osama Bin Laden foi um dos atores-chave na organização dos campos de treinamento para os voluntários muçulmanos estrangeiros. Os EUA forneceram fundos e armas para o Afeganistão, e "em 1987, 65.000 toneladas de armas e munições norte-americanas em um ano estavam entrando na guerra."

## Al-Qaeda na Líbia e na Síria
Novas denúncias surgidas afirmam que os Estados Unidos e a OTAN têm consciente ou inconscientemente vindo a apoiar filiados da Al-Qaeda durante a Guerra Civil Líbia e a atual Guerra Civil Síria. Os filiados da Al-Qaeda são responsáveis por 12 mil combatentes na Síria e uma afiliada, a Frente al-Nusra, é parte da coalizão islâmica que é responsável por 59-75% dos rebeldes na Síria e planeja uma transição política para a lei sharia pós-Assad. A Turquia, membro da OTAN, tem listado a Frente Al-Nusra como uma organização terrorista.